# نیکولا روسیچ
نیکولا روسیچ (به صربی: Nikola Rosić) (زاده ۵ اوت ۱۹۸۴ در بلگراد) بازیکن والیبال اهل صربستان عضو تیم ملی والیبال صربستان و باشگاه اشتوتگارت فریدریشهافن است. نیکولا به همراه تیم ملی صربستان به مدال برنز قهرمانی جهان و مدال طلا قهرمانی اروپا در سال ۲۰۱۱ رسید.